# (8928) 1996 YH2
A (8928) 1996 YH2 a Naprendszer kisbolygóövében található aszteroida. A Beijing Schmidt CCD Asteroid Program keretében fedezték fel 1996. december 23-án.